# Funky Dory (singolo)
Funky Dory è il secondo singolo estratto dall'album omonimo della cantante pop britannica Rachel Stevens.
Il brano è stato prodotto da David Eriksen per la Murlyn Music ed è costruito su un campione della canzone Andy Warhol di David Bowie.
Il singolo a livello commerciale deluse nettamente le aspettative, che volevano invece il brano a rimarcare lo stesso successo del primo singolo Sweet Dreams My LA Ex.

## Tracce
- CD Singolo

1. Funky Dory [Single Mix] (M. Brammer & G. Clark) - 3.05
2. I Got the Money (Ben Chapman, Martin Harrington & Lucie Silvas) - 4.03
3. Funky Dory [Vertigo Vocal Mix] (M. Brammer & G. Clark) - 7.20
4. Funky Dory [CD-Rom Video] - Video

## Classifiche
| Chart (2003)              | Posizione |
| ------------------------- | --------- |
| Eurochart Hot 100 Singles | 82        |
| Ireland Singles Top 50    | 24        |
| Official Singles Chart    | 26        |